# Франсіско Франко
Франсіско Франко Баамонде (повне ім'я Франсіско Пауліно Ерменегілдо Теодуло Франко і Баамонде Салґадо Пардо де Андраде, ісп. Francisco Paulino Hermenegildo Teódulo Franco y Bahamonde Salgado Pardo de Andrade Spanish: [fɾanˈθisko ˈfɾaŋko], 4 грудня 1892, Ферроль, Галісія, Королівство Іспанія — 20 листопада 1975, Мадрид, Іспанія) — іспанський військовий і політичний діяч, керівник країни у 1939—1975, генералісимус.
Також відомий під титулом Каудильйо (ісп. Caudillo de España por la gracia de Dios — вождь Іспанії милістю Божою). Прийшов до влади після перемоги правих сил у громадянській війні 1936—1939 в Другій Іспанській Республиці ставши диктатором. Період правління до самої смерті Франсіско Франко (1939—1975) відомий, як Франкістська Іспанія або Франкістська диктатура.
Спадщина Франко в історії Іспанії залишається суперечливою, оскільки сприйняття його диктатури з часом змінилась. Його правління водночас відзначалось жорстокими репресіями, вбивствами десятків тисяч людей та процвітання економіки, що значно покращило життя в Іспанії. Його стиль диктатури зміг об'єднати запровадження соціальних та економічних реформ, разом з елементами централізованого уряду, авторитаризму, націоналізму, націонал-католицизму, антимасонства та антикомунізму.

## Раннє життя
Народився 4 грудня 1892 року в місті Ферролі провінції Ла-Корунья в Галісії, однієї з основних військово-морських баз Іспанії.
Був сином офіцера Ніколаса Франко і Сальгадо. Мати, Марія дель Пілар Багамонде і Пардо де Андраде з роду Педро Фернандеса де Кастро — сьомого графа Лемоса.
Спочатку Франсіско збирався дотриматися родинної традиції й стати військовим моряком, однак поразка Іспанії в війні 1898 року спричинила значне зменшення кількості вакансій, тому він вирішив піти в Піхотну академію. Його брат Рамон став знаменитим авіатором.
Після закінчення Піхотної академії в Толедо 1910-го року Франсіско провів два роки в тихому іспанському гарнізоні в своєму рідному місті Феррол, але за першої нагоди вирушив служити в Марокко.
У 1913 році нагороджений Хрестом за військову доблесть 1-го ступеня та отримав звання капітана. У 1916 році в битві поблизу Сеути отримав поранення в живіт, куля пройшла наскрізь. У вечірньому військовому рапорті повідомлялося: «Капітан регулярної армії дон Франсиско Франко Баамонде виявив у бою нечувану хоробрість, нестримну енергію та дар воєначальника».
У віці 31 року Франко, відзначившись талантом тактика у Марокканській війні, отримав звання полковника і став наймолодшим полковником в Іспанії. Успішна військова кампанія в Алусемас принесла 33-річному Франко звання генерала. Франко став наймолодшим генералом не лише Іспанії, а й усієї Європи впродовж ХХ сторіччя. Його підвищення в особовій справі супроводжувалося записом: «Він є справжнім національним надбанням, і країна, і армія дуже виграють від використання його видатних здібностей на більш високих посадах». Уряд Франції нагородив Франко Орденом Почесного легіону.
Крім того, військові відзнаки та успіхи дали змогу Франсіско Франко отримати особисту приязнь короля Іспанії Альфонсо ХІІІ, який навіть вів до вівтаря наречену Франко у день їхнього весілля.
Франсіско провів у Марокко загалом одинадцять років. Служив спочатку в Regulares Indígenas (тубільних регулярних військах), а відтак в Іспанському іноземному легіоні. У 1912—1916 і 1920—1926 брав участь у битвах проти ріфських кабілів.
У 1926 році його призначено головнокомандувачем піхотної бригади в Мадриді, а в 1928  році — головою знову створеної Військової академії в Сарагосі.

## Шлях до влади
1931 року, як результат майже безкровної революції, монархія впала, і влада перейшла до республіканців. Франко в цей час не втручався в політику, заявивши про свою нейтральність. 15 квітня 1931 року під час виступу перед слухачами військової академії у Сарагосі він заявив: «Отже, оскільки проголошена республіка і верховна влада перебуває в руках тимчасового уряду, ми зобов'язані дотримуватися дисципліни та згуртувати свої ряди, щоб зберегти мир і допомогти нації рушити правильним шляхом». За цю промову міністр виніс догану генералові Франко із внесенням у службову картку. У лютому 1932 він отримав нове призначення — командування 15-ю піхотною дивізією у Ла-Коруньї, у 1933 році його призначають військовим губернатором Балеарських островів. Обидва призначення були для Франко принизливими.
Протягом перших двох років існування республіки при владі були здебільшого ліві партії соціалістів, які проводили непопулярну аграрну реформу. Крім того, була проведена антиклерикальна реформа, зліквідований конкордат з Католицькою церквою 1851 року, католицизм як державна релігія скасований, будь-які виплати духовному стану припинені на дворічний період, орден єзуїтів знову заборонено, широко розповсюджена система церковної освіти розформована, полегшено процедуру розлучення, багато монастирів зруйновано. Було проведено військову реформу, яку не підтримувала більшість офіцерів армії, які поступово із нейтральної позиції перейшли на негативні настрої в оцінці республіки. Суспільство стрімко політизувалося і радикалізувалось. Страйки, замахи, які супроводжувалися бомбометанням, і кривава смута на селі, за якою стояло таємне анархістське товариство «Federación Anarquista Ibérica» (FAI)— «Іберійська федерація анархістів» (ІФА), яке висувало гасла «вільного комунізму», спричинили зміни уряду.
1933 року до влади прийшли праві партії. Після «двох червоних років» почалися «два чорні роки» республіки. У країні почали активно формуватися численні напіввійськові організації різних політичних відтінків: від анархістів і комуністів до націоналістичної «Іспанської фаланги». 1934 року в Астурії спалахнуло анархістське шахтарське повстання, в придушенні якого брав участь Франко. Після цього генерал став головнокомандувачем у Марокко, але після кількох місяців повернувся до Мадрида, щоб прийняти пост голови Великого генерального штабу.
У лютому 1936 р. на виборах перемогли партії Народного Фронту, до якого увійшли соціалісти, комуністи, анархісти та лівобуржуазні партії. Прихильники Народного Фронту відразу ж почали звільняти політичних ув'язнених з в'язниць, захоплювати землю, громити церкви і монастирі. Протягом кількох подальших місяців в уряді все більше з'являлося представників лівих сил. Іспанія на той час була в дуже поганому економічному стані, з 11 мільйонів дорослих іспанців понад 8 мільйонів перебували за межею бідності, половина нації була безграмотна. Тому гасла лівих партій були вельми популярні.
1 травня 1936 р. Народний фронт відзначив військовим парадом. Над крокуючими колонами колихалося море червоних прапорів, майоріли транспаранти із зображеннями Маркса, Леніна та Сталіна. Демонстранти співали Інтернаціонал.

## Громадянська війна
18 липня 1936 спробою військового перевороту почалася Громадянська війна в Іспанії. У колишньому СРСР заведено було вважати, що сигналом на початок повстання була передача по радіо кодової фрази «Над всією Іспанією безхмарне небо» (ісп. Sobre toda España el cielo está despejado), проте іспанські джерела цього не підтверджують і тамтешнім історикам така фраза невідома. Військові підняли повстання в усіх великих містах, але в кількох, включно з Мадридом, воно було швидко придушене. У результаті блискавичної перемоги не вийшло. Обидві сторони почали масові розстріли своїх політичних супротивників, які опинилися на «неправильному боці».
Спочатку лідером бунтівників був не Франко, а генерал Санхурхо, але відразу ж після початку повстання він загинув в авіакатастрофі. Оскільки жодна сторона не змогла здобути перемоги, почалося повільне накопичення сил. Республіканський уряд швидко радикалізувався, комуністи грали дедалі помітнішу роль. Комуністична партія Іспанії зросла з 20 000 осіб у 1936 році до 300 000 на початку 1937 року .Націоналісти еволюціонували у зворотний бік. В той час, як республіканці звернулися по військову допомогу до СРСР, націоналістам допомога була надана фашистською Італією і Третім Рейхом. НКВД і Комінтерн почали вербування людей в антифашистські інтернаціональні бригади, які згодом стали найбоєздатнішими частинами республіканців. Хоча в них билися люди різних політичних поглядів, але все-таки комуністи в них грали головну роль. На боці Франко теж билися добровольці з різних країн, не тільки з Італії і Німеччини, а й з Ірландії, а також російські емігранти.
Якщо пропаганда однієї сторони представляла цю війну як «боротьбу з силами фашизму і реакції», то з іншого боку це бачилося як «хрестовий похід проти червоних орд». Франко, на відміну від атеїстів Муссоліні й Гітлера, був християнин-католик, через що у відносинах між ними згодом і виникла тріщина.
У результаті трирічної громадянської війни перемогу здобули націоналісти. Ближче до кінця війни настало похолодання у відносинах як у республіканців з СРСР, так і у Франко з Німеччиною та Італією.
Інтербригади були розформовані й виведені з Іспанії приблизно за півроку до закінчення війни, так само як і більша частина радянських військових радників. Франко також запропонував німецькому легіону «Кондор» повернутися на Батьківщину. У передчутті всіма очікуваної нової світової війни Франко вважав за найкраще залишатися нейтральним щодо західних країн.

## Друга світова війна
Італія з Німеччиною дістали не так вже й багато зиску. Звичайно, вони позбулися загрози дістати комуністичну державу на Заході Європи, але Іспанія не увійшла до складу країн Осі і впродовж Другої світової війни залишалася здебільшого нейтральною (за винятком посилки Блакитної дивізії на Східний фронт). У випадку з війною проти СРСР Франко не витримав і поступився бажанню помсти, вирішивши відплатити Сталіну тією ж монетою, тобто відсиланням своїх військових боротися з комунізмом на його території. Гітлер у свій час збирався використовувати Блакитну дивізію проти Франко, з метою встановити слухняніший режим в Іспанії. Втім, все закінчилося обопільним стяганням військ до Піренеїв наприкінці 1942 року. Після падіння режиму Беніто Муссоліні Франко відкликав Блакитну дивізію з СРСР. У результаті, після війни франкістський режим не впав, хоча у свій час під впливом СРСР та США перебував у міжнародній ізоляції.
Франко, незважаючи на тиск Гітлера, заплющив очі на те, що іспанські прикордонники за хабарі пропускали на територію Іспанії євреїв, які втікали з окупованих країн, і, навіть більше, відмовлявся прийняти антисемітське законодавство. З цієї причини історіографія сучасного Ізраїлю ставиться до нього з симпатією, незважаючи на його співпрацю з Гітлером. Крім євреїв, на території Іспанії рятувалися льотчики антигітлерівської коаліції, які були збиті над Францією і зуміли перейти Піренеї.

## Післявоєнні часи
Після початку холодної війни вплив СРСР в ООН впав, і на початку 1950-х роках послідувала хвиля дипломатичних визнань Іспанії. Вже в ході війни Франко почав обмежувати вплив фашистської партії (Фаланги), а після війни партія здебільшого займалася соціальною роботою, перетворившись на щось подібне радянським профспілкам. Називатися партія стала Національним рухом. За його ініціативою розпочалася політика національного примирення, зведено пам'ятник загиблим республіканцям. Проте репресії проти політичних супротивників (крім республіканців, до них належали прихильники самостійности з Каталонії і Країни Басків) тривали до його смерті.
З середини 1950-х років почалося Іспанське економічне диво, яке вивело Іспанію зі стану однієї з найбідніших країн Європи на рівень цілком розвиненої європейської країни. Досить тривалий час Іспанія займала друге місце у світі (після Японії) за темпами економічного розвитку. Багато міністрів, творці економічного дива, були членами католицького світського ордену Opus Dei. Наприкінці 1960-х років почалися і політичні реформи, був прийнятий закон про пресу і дозволені страйки неполітичного характеру, розширено місцеве самоврядування, прийнято декілька конституційних законів, що розширили права громадян і що дозволили згодом мирний перехід до конституційної монархії. Весь цей час (з 1947 року) Іспанія вважалася монархією з вакантним місцем короля, водночас Франко ухвалив рішення, що королем після його смерті повинен стати принц Хуан Карлос, що і відбулося 1975 року.
Король Іспанії Хуан Карлос I завершив процес перетворення країни з авторитарної в демократичну.

## Поховання та ексгумація
Після громадянської війни 1936—1939 років поблизу Мадрида за наказом Франко почалося створення Долини Полеглих, де ховали як прихильників, так і противників режиму. У 1975 році після смерті там, у базиліці, був похований і сам Франко.
Після прийняття 2007 року закону «Про історичну пам'ять» іспанські вулиці, названі на честь вождя, були перейменовані, статуї — демонтовані, а Долина Полеглих стала вважатися меморіалом жертв франкізму.
Перенесення останків Франко неодноразово обговорювалося в іспанському суспільстві і парламенті. У вересні 2018 році іспанський парламент ухвалив рішення про ексгумацію та перепоховання в склепі на цвинтарі Мінгоррубіо в Ель-Пардо, де 1988 року була похована дружина диктатора, Кармен Поло.
Процедура перепоховання відбулася 24 жовтня 2019 року: останки Франко винесли з базиліки та гвинтокрилом доставили до нового місця поховання. Процедуру перепоховання провели в присутності міністра юстиції Іспанії, судмедекспертів, священника та 22-х нащадків Франко.

## Галерея

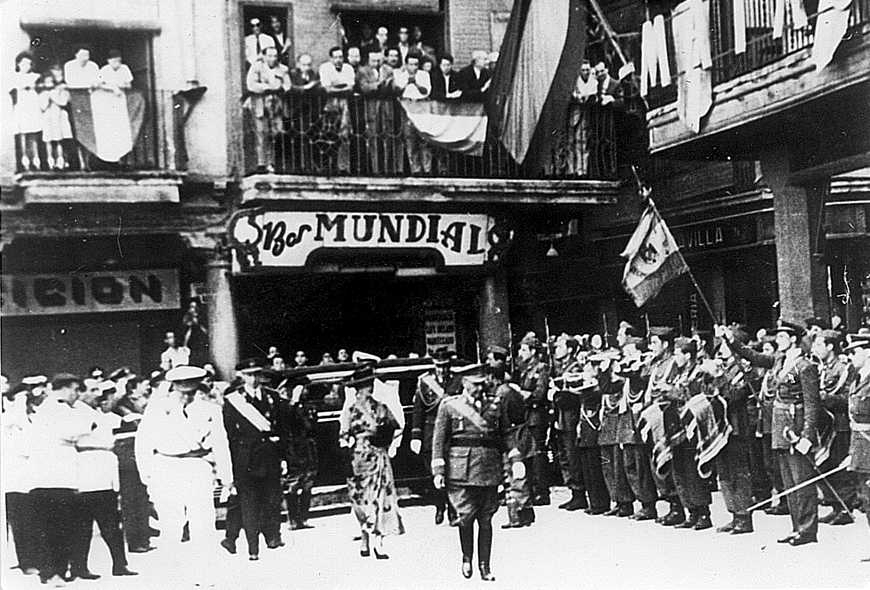
1940
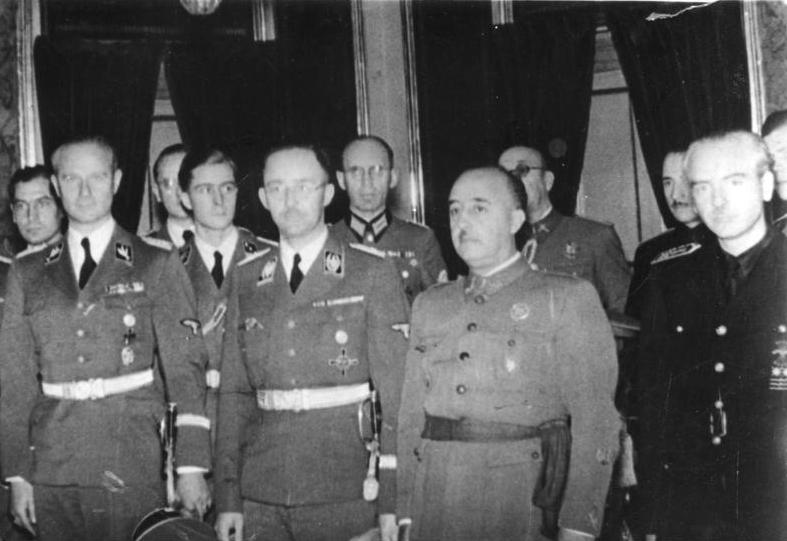
Генріх Гіммлер і Франсіско Франко (1940 рік)
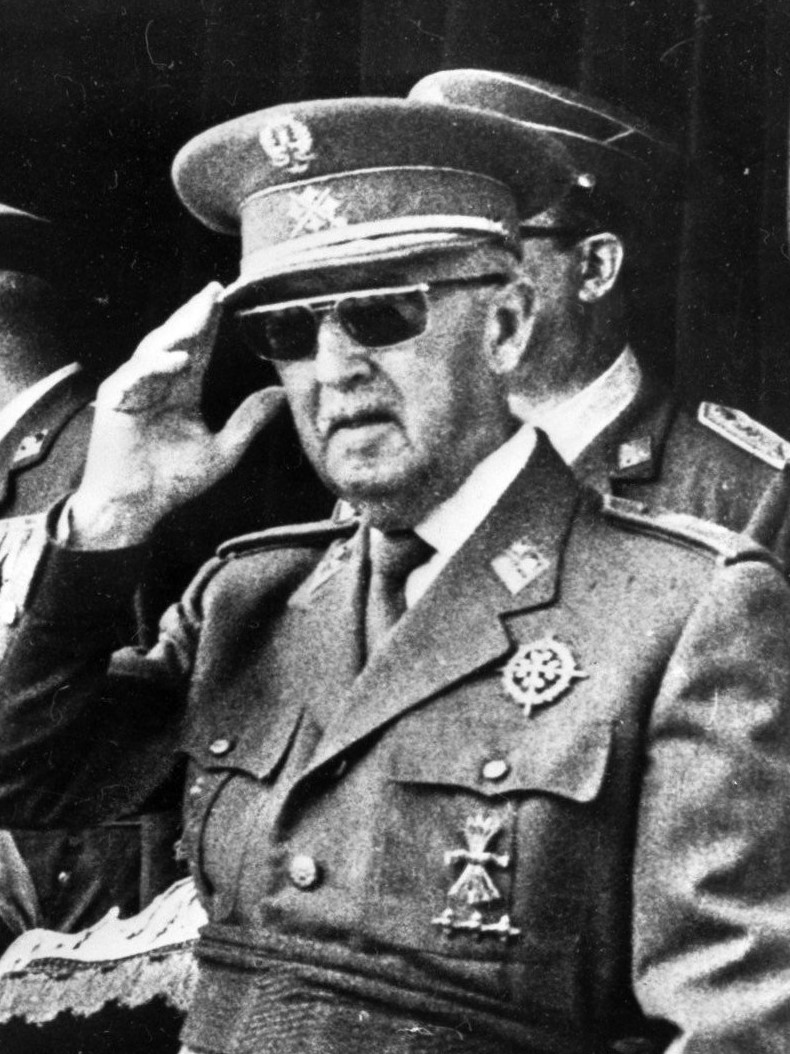
1975
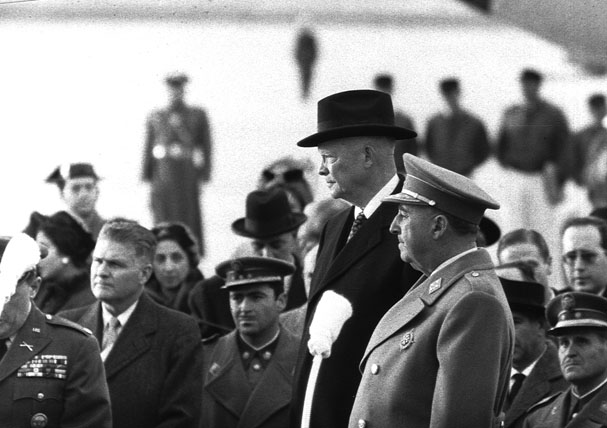
Дуайт Ейзенхауер та Франсіско Франко в 1959 році
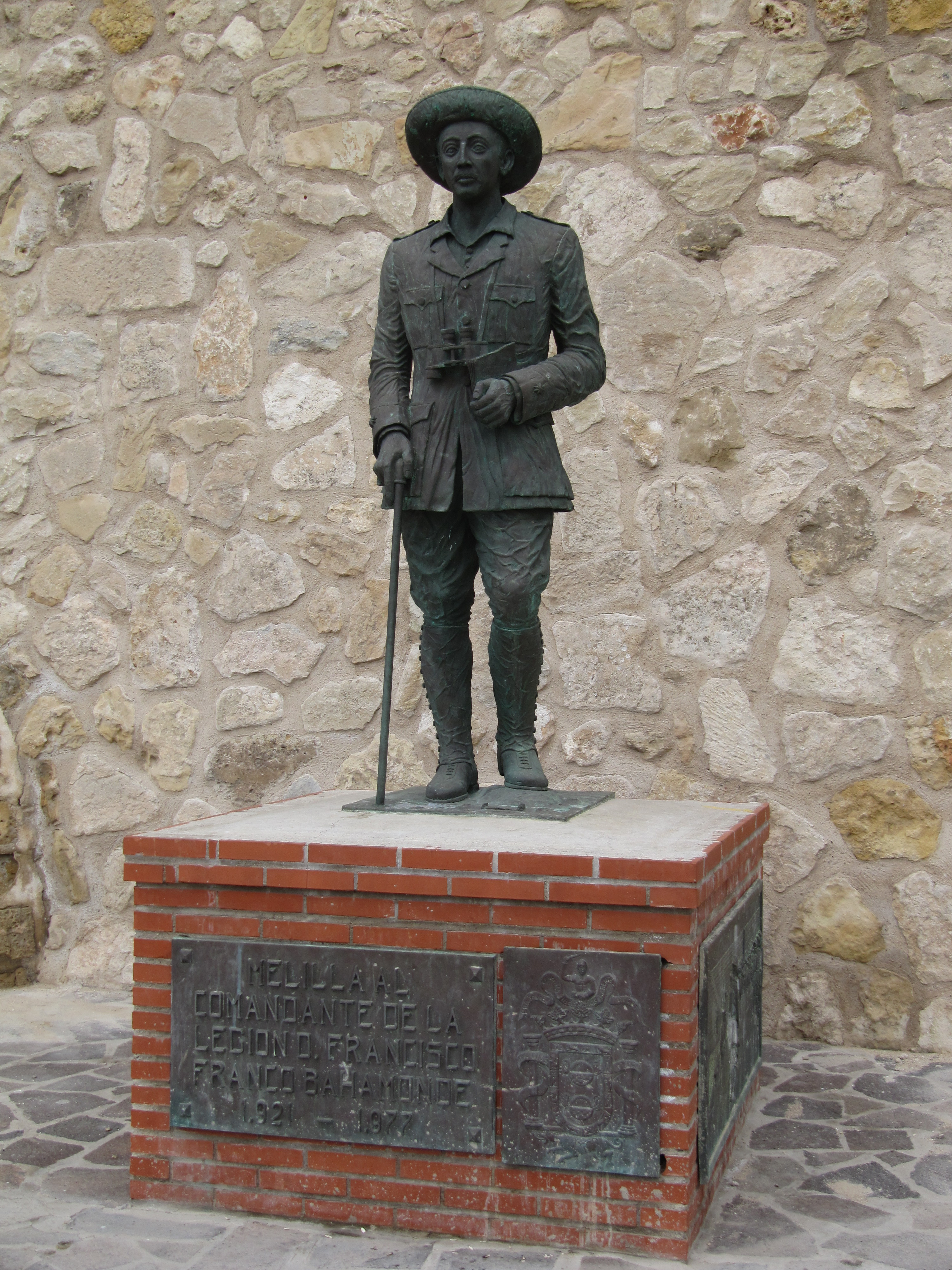
Статуя Франсіско Франко.
Герб